# لس کلیپول
لس کِلِیپول (انگلیسی: Les Claypool؛ زادهٔ ۲۹ سپتامبر ۱۹۶۳) خواننده، ترانه‌سرا و آهنگساز اهل ایالات متحده آمریکا است. او نوازندهٔ بیس و خوانندهٔ اصلی گروه پرایمس است. او علاوه بر پرایمس در چندین گروه دیگر عضویت دارد و با موسیقی‌دان‌ها و خواننده‌های متعددی من‌جمله تام ویتس، جری کنترل و باکت‌هد همکاری کرده‌است.
او هم‌چنین در تنظیم و اجرای موسیقی متن سریال‌های مرغ ربات و ساوت پارک نقش داشته‌است.

## ابتدای زندگی
لسلی ادوارد کلیپول در ۲۹ سپتامبر ۱۹۶۳، در ریچموند به دنیا آمد و دوران کودکیش را در ال سوبرانت گذراند. خانوادهٔ او از طبقهٔ کارگر و تعمیرکار خودرو بودند. او از سن ۱۴ سالگی شروع به نواختن بیس نمود و از لری گراهام، Chris Squire، تونی لوین، راجر واترز، گدی لی، پل مک‌کارتنی، Geezer Butler, Bootsy Collins، استنلی کلارک، جان پل جونز، و رزیدنتس به عنوان الگوهای موسیقایی خود نام برده‌است. او در دوران کودکی با کرک همت، گیتاریست متالیکا، دوست و هم‌مدرسه‌ای بود.
بعد از مرگ کلیف برتون در سال ۱۹۸۶، همت او را دعوت به مصاحبه برای جایگزینی برتون کرد؛ که در نهایت با مخالفت جیمز هتفیلد، او به این گروه نپیوست.

## زندگی شخصی
او در اکسیدنتال، کالیفرنیا به همراه همسرش، چنی و دو فرزندش زندگی می‌کند.
وی به همراه همسرش از سال ۲۰۰۷ پروژه‌ای را با هدف ساخت مشروب آغاز کرد که Claypool cellars نام دارد.